# Balthasar Niederkofler
Balthasar „Baldi“ Niederkofler (* 10. November 1906 in Zell am Ziller; † 11. April 1989 in Gries am Brenner) war ein österreichischer Skilangläufer und Skisportfunktionär.
Niederkofler schlug in den 1920er-Jahren eine militärische Laufbahn ein, in der er gute Trainingsmöglichkeiten vorfand, und stand 1927 im Bödele erstmals bei einem FIS-Langlaufwettbewerb auf dem Siegerpodest. Seinen einzigen Sieg in einem FIS-Bewerb feierte er 1930 in Brixen im Thale. Sein größter Erfolg als Aktiver war der Gewinn der Bronzemedaille mit der 4-mal-10-Kilometer-Staffel bei den Nordischen Skiweltmeisterschaften 1933. Die Mannschaft bestand neben Niederkofler, der an dritter Position lief, aus Hugo Gstrein, Hermann Gadner sowie Harald Paumgarten und hatte am Ende mehr als acht Minuten Rückstand auf die dominierenden Sieger aus Schweden. Der Abstand auf den zweiten Rang, den das tschechoslowakische Team belegte, betrug dagegen nur 17 Sekunden. Für 66 Jahre, bis 1999, war diese Medaille die einzige für Österreich im Skilanglauf. Im Einzel über 18 Kilometer belegte er den 17. Platz. Danach nahm er nur noch selten an größeren Wettkämpfen teil und durch den Ausbruch des Zweiten Weltkrieges wurde seine Karriere vorerst beendet.
Nach der Rückkehr aus französischer Kriegsgefangenschaft im Jahr 1946 ging Niederkofler zur Zollwache. Die Bemühungen um eine Fortsetzung seiner sportlichen Karriere blieben ohne Erfolg. Nach seinem Karriereende arbeitete Niederkofler für den Österreichischen Skiverband (ÖSV) und war dadurch an der Organisation der Olympischen Winterspiele 1964 in Innsbruck beteiligt. Bei der Planung des Biathlonwettkampfes vertrat er den ÖSV und war somit Teil des dreiköpfigen Beratungsteams. Zudem war er „Schießleiter“ und damit für die Durchführung dieser Teildisziplin zuständig. Zudem war er viele Jahre Nordischer Sportwart im Tiroler Skiverband.

## Weblink
- Offizieller Bericht der IX. Olympischen Winterspiele Innsbruck 1964 auf la84foundation.org. (PDF-Datei; 21,13 MB)

| Personendaten    | Personendaten                  |
| ---------------- | ------------------------------ |
| NAME             | Niederkofler, Balthasar        |
| ALTERNATIVNAMEN  | Niederkofler, Baldi            |
| KURZBESCHREIBUNG | österreichischer Skilangläufer |
| GEBURTSDATUM     | 10. November 1906              |
| GEBURTSORT       | Zell am Ziller, Österreich     |
| STERBEDATUM      | 11. April 1989                 |
| STERBEORT        | Gries am Brenner, Österreich   |